# Districtul Phayu
Phayu (în thailandeză พยุห์) este un district (Amphoe) din provincia Sisaket, Thailanda, cu o populație de 36.325 de locuitori și o suprafață de 225,485 km².

## Componență
Districtul este subdivizat în 5 subdistricte (tambon), care sunt subdivizate în 65 de sate (muban).
| Nr. | Nume        | În thailandeză | Sate | Locuitori |  |
| --- | ----------- | -------------- | ---- | --------- |  |
| 1.  | Phayu       | พยุห์            | 12   | 9,002     |  |
| 2.  | Phrom Sawat | พรหมสวัสดิ์       | 20   | 9,457     |  |
| 3.  | Tamyae      | ตำแย           | 15   | 7,718     |  |
| 4.  | Non Phek    | โนนเพ็ก         | 11   | 6,109     |  |
| 5.  | Nong Kha    | หนองค้า         | 7    | 4,039     |  |